# Luis Santibáñez
Óscar Luis Alberto Santibáñez (Antofagasta, 7 februari 1936 – Santiago, 5 september 2008) was een voetbaltrainer uit Chili, die gedurende zijn carrière onder meer de Chileense nationale ploeg (1977-1982) onder zijn hoede had. Hij leidde zijn vaderland naar de WK-eindronde 1982 in Spanje, en naar de tweede plaats in de Copa América 1979. Behalve in Chili werkte Santibáñez in Ecuador en Qatar. Hij overleed op 72-jarige leeftijd.

## Erelijst
Unión San Felipe
- Primera División

1971
- Segunda División

1970
 Unión Española
- Primera División

1973, 1975, 1977
 Barcelona Sporting Club
- Campeonato Ecuatoriano

1985